# G. Bond (cráter)
G. Bond es un pequeño cráter de impacto lunar, al sur del Lacus Somniorum, un pequeño mar lunar, localizado en la parte noreste de la cara visible de la Luna. Se encuentra al este del cráter Posidonius, y al sur de los remanentes inundados del cráter Hall. El cráter se sitúa en una zona de terrenos rugosos al noroeste de la región montañosa de los Montes Taurus.
|  |

El cráter es una formación aproximadamente circular, que no posee impactos importantes en su superficie. Tiene forma de cuenco, con un suelo interior de aproximadamente la mitad del diámetro del cráter. La pared interior desciende directamente desde el borde, sin otros elementos característicos de importancia.
Hacia el oeste se encuentra un prominente "canal" inundado con lava solidificada, designado como la Rima G. Bond. Esta quebrada continúa con una orientación norte-sur, por unos 150 kilómetros. El centro de esta formación tiene las coordenadas 33.3° N, 35.5° E.

## Cráteres satélite
Por convención estos elementos son identificados en los mapas lunares poniendo la letra en el lado del punto medio del cráter que está más cerca de G. Bond.
|         | \| G. Bond \| Coordenadas \| Diámetro \| \| ------- \| ---------------------------- \| -------- \| \| A \| 31°36′N 36°48′E / 31.6, 36.8 \| 9 km \| \| B \| 29°54′N 34°42′E / 29.9, 34.7 \| 33 km \| \| C \| 28°12′N 34°48′E / 28.2, 34.8 \| 46 km \| \| G \| 32°48′N 37°18′E / 32.8, 37.3 \| 31 km \| \| K \| 32°06′N 38°18′E / 32.1, 38.3 \| 14 km \| |          |
| G. Bond | Coordenadas | Diámetro |
| A       | 31°36′N 36°48′E / 31.6, 36.8 | 9 km     |
| B       | 29°54′N 34°42′E / 29.9, 34.7 | 33 km    |
| C       | 28°12′N 34°48′E / 28.2, 34.8 | 46 km    |
| G       | 32°48′N 37°18′E / 32.8, 37.3 | 31 km    |
| K       | 32°06′N 38°18′E / 32.1, 38.3 | 14 km    |